# Ясная Поляна (Черепановский район)
Ясная Поляна — село в Черепановском районе Новосибирской области. Входит в состав Огнево-Заимковского сельсовета.

## География
Площадь села — 35 гектаров.

## Население
| 2002 | 2007 | 2010 |
| ---- | ---- | ---- |
| 237  | ↘196 | ↘142 |

## Инфраструктура
В селе по данным на 2007 год функционирует 1 учреждение здравоохранения.